# Skomakartjärnen, Dalarna
Skomakartjärnen är en sjö i Orsa kommun i Dalarna och ingår i Dalälvens huvudavrinningsområde.